# Harry Gosling
Harry Gosling (* 9. Juni 1861 in Lambeth; † 24. Oktober 1930) war ein britischer Politiker der Labour Party, der unter anderem zwischen 1923 und 1930 Mitglied des Unterhauses (House of Commons) und 1924 sowohl Generalzahlmeister (Paymaster General) als auch Verkehrsminister (Minister of Transport) war.

## Leben
Gosling war ursprünglich Mitglied der Londoner Progressive Party und gehörte von 1898 bis 1925 dem London County Council (LCC) als Mitglied an, in dem er anfangs St George in the East und anschließend seit 1919 Kennington vertrat. Er wurde 1916 Nachfolger von James Andrew Seddon als Präsident des Trades Union Congress (TUC), des Dachverbandes der Gewerkschaften, und bekleidete dieses Amt bis zu seiner Ablösung durch John Hill 1917. Zugleich löste er zusammen mit William Whitefield 1916 Charles Ammon und Ernest Bevin als Vertreter des TUC beim US-amerikanischen Gewerkschaftsverband American Federation of Labor (AFL) ab. Diese Funktion bekleideten beide bis zu ihrer Ablösung durch John Hill und Arthur Hayday 1917. 1922 übernahm er den Posten als Nationalsekretär für Wasserstraßen der neu gegründeten Transportarbeitergewerkschaft TGWU (Transport and General Workers’ Union) und verblieb in dieser Funktion bis zu seinem Tode 1930, woraufhin Dan W. Milford sein Nachfolger wurde. Als Nationalsekretär war er ein enger Mitarbeiter von Ernest Bevin, der zwischen 1922 und 1945 Generalsekretär der TGWU war.
Bei einer durch den Tod des bisherigen Abgeordneten Charles James Mathew notwendig gewordenen Nachwahl wurde Gosling am 8. Februar 1923 im Wahlkreis Stepney Whitechapel and St George’s erstmals zum Mitglied des Unterhauses (House of Commons) gewählt und gehörte diesem bis zu seinem Tode am 24. Oktober 1930 an. 
Am 23. Januar 1924 wurde Gosling von Premierminister Ramsay MacDonald zum Verkehrsminister (Minister of Transport) ernannt und bekleidete dieses Amt bis zum Ende von MacDonalds Amtszeit am 3. November 1924. Zugleich wurde er am 2. Mai 1924 auch Generalzahlmeister (Paymaster General). Nach seinem Tode wurde J. H. Hall zum Mitglied des Unterhauses gewählt.

## Veröffentlichungen
- Peace: how to get and keep it, London 1917
- Up and down stream, London 1927